# Omar Mendoza
Omar Israel Mendoza Martín, noto semplicemente come Omar Mendoza (Atizapán, 28 ottobre 1988), è un calciatore messicano, difensore del Querétaro.

## Caratteristiche tecniche
È un terzino destro.

## Carriera
Cresciuto nel settore giovanile del Cruz Azul Hidalgo, ha disputato oltre 140 partite nella seconda divisione messicana prima di passare al Cruz Azul nel 2014.